# O&K MC 700 N
Die MC 700 N ist eine dieselhydraulische Lokomotive des Herstellers Orenstein & Koppel, die für den Einsatz auf Werkbahnen und den Rangierdienst konstruiert worden ist.

## Geschichte

### 1. Generation
1971 begann im Werk Dortmund-Dorstfeld die Produktion der 700 PS starken Maschine. Basis der Konstruktion war die MC 500 N, die jedoch über einen schwächeren Antrieb verfügte. Die Nachfrage nach der MC 700 N blieb allerdings gering, nur drei Lokomotiven wurden hergestellt.
Zwei davon erwarb die Bayer AG, die eine Maschine in Leverkusen und eine in Dormagen stationierte. Die in Leverkusen beheimatete Lokomotive wurde 1996 über OnRail in Mettmann an ein Hamburger Stahlwerk verkauft, welches heute zum ArcelorMittal-Konzern gehört. Die in Dormagen stationierte Lokomotive gelangte ins Saarland zum Hochofenbetreiber Rogesa. Die dritte, 1972 hergestellte Lokomotive wurde an die Westfälische Transport AG in Berlin-Spandau ausgeliefert, die kurz darauf mit der Rhenus Transport GmbH zur Rhenus AG fusionierte. 2006 wurde sie nach Italien verkauft.

### 2. Generation
Die Mitbewerber Orenstein & Koppels, darunter MaK, Henschel und Gmeinder, konnten Mitte der 70er-Jahre mit effizienteren und moderneren Maschinen aufwarten. Daher überarbeitete auch O & K sein Angebot an Rangierlokomotiven. Die MC 700 N wurde dabei von Grund auf neu konstruiert. Äußerlich machte sich dies vor allem durch den veränderten Lokkasten bemerkbar, der nun nicht mehr abgerundet, sondern kantig war und zeitgemäßer wirken sollte. Drei Kunden orderten jeweils zwei Exemplare der MC 700 N: Die Hoesch-Hüttenwerke, Mannesmann sowie die Bahnen der Stadt Monheim. Hoesch verkaufte seine Lokomotiven nach wenigen Jahren an die Dortmunder Eisenbahn, während die Mannesmann-Lokomotiven mittlerweile für ThyssenKrupp Steel Europe tätig sind. Einzig die Bahnen der Stadt Monheim verwendeten ihre beiden Lokomotiven, Max und Moritz getauft, noch bis Dezember 2014 für die Bedienung des eigenen Schienennetzes und für gelegentliche Sonderfahrten. Die BSM hat den eigenen Schienengüterverkehr eingestellt. Die Lokomotiven stehen aktuell zum Verkauf.